# باشگاه مردانه

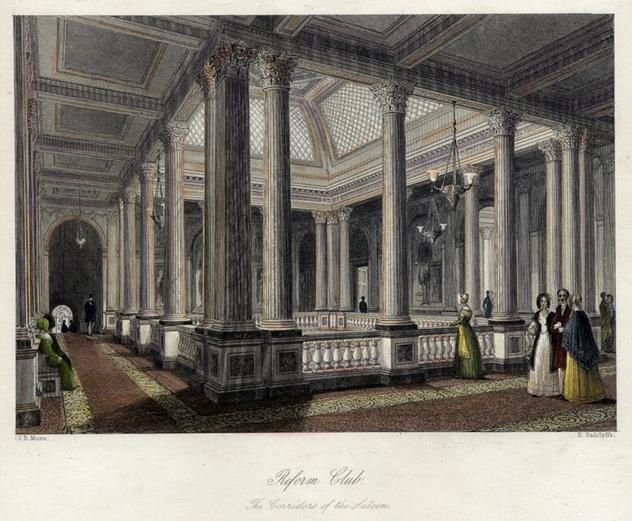
باشگاه برجسته رفرم

باشگاه مردانه (به انگلیسی: Gentlemen's club) در اصل باشگاهی خصوصی از نوع مخصوص اعضا (به انگلیسی: members-only) است، که به وسیلهٔ و برای مردان طبقه بالای اجتماع بریتانیا در قرن ۱۸ میلادی پایه‌گذاری شد، و به وسیلهٔ مردان و زنان طبقه متوسط به بالای انگلیسی‌زبان در اواخر قرن ۱۹ میلادی محبوبیت کسب کرد. امروزه، تعدادی از آن‌ها نسبت به جنسیت و موقعیت اجتماعی آزادانه عمل می‌کنند. تعدادی از کشورها خارج از بریتانیا هم باشگاه‌های مردانه برجسته‌ای دارند.